# Diego Guillén de Ávila
Diego Guillén de Ávila fue un religioso, traductor y escritor español nacido en el siglo XV.
La lengua castellana no podía menos de percibir abundantes frutos de tanto esmero y cultivo. No satisfecha con los productos propios aspiró también a poseer los extraños: los traductores tomaron por su cuenta enriquecerla con libros magistrales de otras naciones antiguas y modernas, y los grandes señores quisieron asociarse a tan loable empresa, honrando con sus nombres y patrocinio las traducciones. Diego López de Toledo, comendador de Castelnuovo en la Orden de Alcántara, tradujo "los Comentarios de César" y los dedicó al príncipe Don Juan; Diego Guillén de Ávila,  los "Estratagemas de Frontino", y los dedicó al conde de Haro; Juan de Molina y Diego de Salazar a Apiano y lo dedicaron al marqués de Cerrete y al de Berlanga;........ (cita sacada de la obra "Historia de la literatura española", Madrid: Eusebio Aguado; autor: F. Bouterwek).

## Biografía
Diego abrazó el sacerdocio y fue hijo de Pero Guillén, contador mayor del arzobispo de Toledo, don Alonso Carrillo de Acuña, que ocupó la silla desde 1446 hasta 1448, notable poeta, autor de "Gaya sciencia", discípulo del Marqués de Santillana y Juan de Mena, y dejó varias obras manuscritas entre ellas una continuación de "Los siete pecados mortales".
Diego criado en el palacio de aquel prócer, escuela a la par de letras, ciencias y armas, consagrose a la Iglesia desde la juventud, temeroso tal vez de seguir la triste suerte de su padre, Pero Guillen, cantor erudito-popular que dio en sus versos cumplida razón del efecto producido en Castilla por el suplicio de don Álvaro de Luna, tiempo feliz en que hubo de alcanzar su vida, bienes temporales, en la corte de Don Juan II los triunfos poéticos de Juan de Mena y de don Iñigo López de Mendoza, a quienes Pero Guillen escoge como maestros y modelos; pero la desgracia a Pero guillen le afligió en breve, viéndose reducido a la mayor pobreza y necesitando de escribir obras ajenas, para sostener su vida y la de sus hijos, buscando en Toledo la protección de don Alonso Carrillo de Acuña, hallando en el palacio de este opulento magnate benévola acogida, viviendo largos años en su servicio, forzado sin duda por las desdichas de su vida a contradecirse ensalzando particularmente al arzobispo de Toledo, cuya casa era, según las "Letras de Fernando del Pulgar": receptáculo de caballeros airados é descontentos, inventora de ligas é conjuraciones contra el ceptro real, favorescedora de desobedientes é de escándalos del reino .
A la magnificencia de don Alonso no menos que a su talento y buen deseo debió Diego las primeras distinciones de su carrera, y pasó a Roma, acompañando a Alonso Carrillo, sobrino del arzobispo y obispo de Pamplona, con la esperanza de mayores medros, viviendo mucho tiempo siguiendo voluntades ajenas y donde residió la mayor parte de su vida sirviendo de familiar al cardenal de Ursino, y mereció un canonicato en Palencia, no constando si llegó a trasladarse a esta ciudad.
Diego heredó los talentos de su padre, "con lindo saber en dulce poesía",  dando muestra de ellos en su panegírico en alabanza de la más católica princesa y gloriosa reina de todas las reinas, la reina Doña Isabel la Católica, ya porque las virtudes de doña Isabel inflamasen su espíritu, ya porque fuese en Roma testigo del aplauso y veneración que infundía su nombre y del entusiasmo que produjo la Conquista de Granada, juzgó obligado a rendirle tributo de su ingenio y en loor del reverendísimo señor don Alonso Carrillo de Acuña, arzobispo de Toledo, quien según el Padre Juan de Mariana: siempre de ingenio muy despierto y a propósito, no solo para el gobierno, sino para las cosas de la guerra (sacada la cita de la obra de Lorenzo Hervás y Panduro "Viaje estático al mundo planetario"), escritos en copla de arte mayor, que vio luz en 23 de julio de 1499, firmando su dedicatoria a la reina en 27 de abril de 1500.
Si bien el panegírico dedicado a Isabel la Católica, la materia era histórica, la forma seguía siendo dantesca, como lo era en la obra "Los doce triunfos de Cartujano", y extremó por derramar en sus versos la erudición clásica que acaudalaba en Roma,  vivas y brillantes pinceladas que bastan a relevar el carácter de los personajes por él conmemorados, descripciones llenas de movimiento y enriquecidas de bellas circunstancias, y comparaciones fáciles, naturales y sencillas, que prestan notable realce y verdad a sus pinturas, y el autor explica y declara su intención y alegoría, la cual se reduce a lo siguiente: finge hallarse caminando por una oscura selva, en medio de la cual está situado un palacio fatídico, con paredes en que se hallan figurados todos los sucesos de la historia, pasados, presentes y futuros, y se le aparecen luego las tres hadas Tropos, Cloto y Lachisis, cada una de las cuales le sirve de guía por las estancias del Palacio, explicándole la primera la historia de los tiempos pasados; la segunda los sucesos del reinado de Doña Isabel, y profetizándole la tercera que los Reyes Católicos después de haber conquistado todo el África, pasaran a Jerusalén y rescatarán el Santo Sepulcro de mano de los infieles.
El panegírico describe con fácil y elegante estilo, "con pluma polida y discreta", la historia de España en los anteriores tiempos, y después los sucesos del reinado de los Reyes Católicos, a excepción del descubrimiento del Nuevo Mundo, constando de 184 coplas, y el otro panegírico del arzobispo de Toledo se halla incompleto en el ejemplar y solo existen 46 coplas, y tenía por alabanzas del arzobispo de Toledo, en cuya casa había recibido su educación, pródigo en loores e imita en pasajes a la Divina Comedia, como ocurre en otras obras en que Dante era maestro y guía en el parnaso castellano ("Dezyr de las Siete virtudes" y "Triunfo del Marqués de Santillana").
Queda pues comprobado con Diego y otros autores, que aun al tratar los asuntos históricos, ejerció la imitación dantesca notabilísima influencia respecto de los más doctos poetas que ilustran el reinado de Isabel la Católica, y al anhelo de no alterar la verdad de los hechos, sacrificaban, sin embargo, la belleza de la ficción, como sacrificaban las galas de estilo y de lenguaje al invencible empeño de mostrar sus conocimientos en la historia, la mitología y las lenguas de la antigüedad clásica.
Diego también publicó una traducción de los cuatro libros de Sexto Julio Frontino, de los ejemplos,  consejos y avisos de la guerra, dedicada a Don Pedro de Velasco, conde de Haro, de quien dice que sabiendo mejor que él la lengua latina, no le dirigía esta traducción para que entendiese el original, sino que para corrIgiéndola fuese más estimado y sabiendo con más autoridad, se aprovechasen de su doctrina los capitanes y demás hombres de guerra que ignorando el latín carecían de los consejos y ardides, que da Frontino para casos repentinos o imprevistos de la guerra, y les sirviesen de lección los muchos hechos notables, compilados en este libro, que por todo el mundo hicieron los capitanes famosos, ya en ofensa, o ya para su propia defensa y de sus ejércitos, y que se imprimió en Salamanca, en 4.º
Diego dice que mirando a ordenar los hechos de la guerra, abrazaría en su obra la astucia y la industria de los capitanes, y los hechos que los Griegos comprenden bajo el nombre de "Estrategemáticon", con lo cual los capitanes tendrán ejemplos y consejos para deliberar en casos semejantes, y divide su obra en tres libros:
- El primero trata en 12 capítulos de los ejemplos de táctica militar conveniente para antes de comenzar la batalla
- El segundo en 13 capítulos de los que pertenecen a ella, y aún después de acabada
- El tercero en 18 capítulos, de los concernientes a poner y levantar los sitios, y a los ataques y defensas de ciudades y plazas, habiéndose aprovechado de las obras, que sobre esta materia estaban escritas en varias lenguas
- Luego añade un cuarto libro en 7 capítulos de las cosas y son:
  - La disciplina y la ciencia militar
  - Efecto de la disciplina
  - La continencia
  - La justicia
  - La constancia
  - De efecto y moderación
  - Consejos diversos

La época y el nombre del autor dan a creer que fuese escrita por Diego cierta égloga, Egloga interlocutoria, que fue reimpresa en el n.º 8 de "El Criticón", de B.J. Gallardo, Madrid, 1839 y su reimpresión se hizo por exacta copia de aquel bibliógrafo, quien puso al fin la siguiente advertencia: "Aunque no se expresa el año de impresión, consta ser anterior al de 1512, pues en el ejemplar que don Fernando Colón en su rica y selecta biblioteca puso esta nota: "Costó en Alcalá de Henares ocho maravedíes, año 1511.- Es in 4º (dieciocho hojas)".
El argumento de la égloga es el siguiente: un pastor llamado Hontoya riñe con su hijo Tenorio y le envía a guardar el ganado. Viene luego un aldeano que le dicen Alonso Benito y le propone el casamiento de su hijo con una zagala llamada Teresa Turpina. El padre rehúsa al casamiento por no tener quien le guarde el ganado después de casado su hijo. Alonso va a ver a Tenorio , a quien halla durmiendo, y entre sueños le dice cosas de mucha risa. Viendo su sueño tan pesado, le hace un conjuro; despierta y juntos ambos, pasan a ver al padre, quien con gran dificultad otorga el casamiento. Alonso el gaitero viene de parte de la madre de la novia a decirles que vayan a la aldea; pero el padre contesta que Tenorio está cansado y no puede ir. Van por último a la aldea y el cura desposa a los novios; pero apenas se ha concluido la ceremonia, cuando llega de parte del cura un pastor llamado Gonzalo Ramón y trata de estorbar el casamiento. Al fin se hacen amigos y el pastor y el novio salen a luchar y tres de las madrinas de la boda dicen un villancico.

## Obras
- Panegírico compuesto por Diego Guillén de Ávila en albança de la más católica princesa y más gloriosa reyna de todas las reynas..., Real Academia Española, 1951.
- Los cuatro libros de Sexto Julio Frontino, cónsul romano, de los egemplos, concejos é avisos de la guerra, obra muy provechosa nuevamente trasladada del latín en nuestro romance castellano é nuevamente impresa. La presente obra fue impresa en la muy noble ciudad de Salamanca por el muy honrado varón Lorenzo de Lion de Dei, primer día de abril del año MDXVI.
- Égloga interlucatoria, graciosa y por gentil estilo, nuevamente trobada, por Diego de Ávila, dirigida al muy ilustrísimo Gran-Capitán, Alcalá de Henares, antes de 1512. (al final de la égloga se añade: Coplas pastoriles para cantar: de como dos pastores andando con su ganado, rogava el un pastor a otro le mostrase rezar el pater noster, de Rodrigo de Reynosa).
- Obra compuesta en loor del Reverendíssimo Señor Don Alonso Carrillo, Arzobispo de Toledo, Valladolid: Diego Gumiel, 1509.
- Traducción de la obra Libros teosóficos atribuida a Hermes Trismegisto, que trasladó de la versión latina de Marsilio Ficino, febrero de 1487; ejemplar en la Biblioteca Escurialense, según la obra de Marcelino Menéndez y Pelayo "Historia de la poesía castellana en la Edad Media", Madrid, 1916.
- Otras